# Tetrapodomorpha
I tetrapodomorfi (Tetrapodomorpha) sono un gruppo di vertebrati, contenente alcuni pesci sarcopterigi dotati di caratteristiche simili a quelle dei tetrapodi. In realtà il gruppo contiene anche i veri tetrapodi, ma spesso il nome tetrapodomorfi viene riferito solo ai pesci dotati di pinne carnose un tempo raggruppati negli osteolepiformi. Molti di questi animali avevano un aspetto intermedio tra quello di un pesce e un anfibio. Tra le caratteristiche dei tetrapodomorfi vi sono notevoli modifiche alle pinne, soprattutto riguardo all'omero che si articola alla fossa glenoide (la spalla).
Uno dei tetrapodomorfi più primitivi è Osteolepis, lungo una trentina di centimetri; pochi milioni di anni dopo questi animali si svilupparono notevolmente (Eusthenopteron) fino a raggiungere dimensioni gigantesche, con forme come Hyneria e Rhizodus, lunghe oltre tre metri. Alcune forme, come Tiktaalik e Panderichthys, sono considerati gli immediati antenati dei veri tetrapodi.

Nella radiazione dei vertebrati del tardo Devoniano, i discendenti dei sarcopterigi di mare (come Eusthenopteron) svilupparono una serie di adattamenti:
- Panderichthys, adattatosi agli acquitrini;
- Tiktaalik, con pinne simili a zampe con cui poteva camminare sulla terra;
- Antichi tetrapodi in paludi piene di vegetali, come:
- Acanthostega, che possedeva zampe con otto dita,
- Ichthyostega, con zampe ben sviluppate.
Altri discendenti includono anche forme marine dotate di pinne carnose, come i celacanti.

- Panderichthys, adattatosi agli acquitrini;
- Tiktaalik, con pinne simili a zampe con cui poteva camminare sulla terra;
- Antichi tetrapodi in paludi piene di vegetali, come:  - Acanthostega, che possedeva zampe con otto dita,
  
  - Ichthyostega, con zampe ben sviluppate.

## Tassonomia
- Sarcopterygii

- Tetrapodomorpha

- Tungsenia
- Kenichthys
- Hongyu
- Rhizodontida
- Osteolepidida (o Osteolepiformes)

- Osteolepididae

- Osteolepis

- Gyroptychiidae

- Gyroptychius

- Thursiidae

- Thursius

- Tristichopteridae

- Tristichopterus
- Eusthenopteron
- Eusthenodon
- Hyneria
- Cabonnichthys
- Mandageria

- ?Megalichthyidae
- ?Canowindridae
- Elpistostegalia

- Elpistostege
- Panderichthys
- Tiktaalik
- Livoniana
- Metaxygnathus
- Ventastega
- Ittiostega
- Acantostega
- Tetrapoda